# Opel Frontera (1991–2004)
Unter dem Namen Opel Frontera bot General Motors auf einigen westeuropäischen Märkten von Herbst 1991 bis Sommer 2003 einen Geländewagen an, der zunächst von der IBC Vehicles in Luton hergestellt wurde. Die zweite Generation produzierte Vauxhall in seinem  eigenen Werk bei Ellesmere Port.
Der Opel Frontera ist ein Lizenznachbau des Isuzu Wizard und des Isuzu MU (Frontera Sport). In Australien wurden sie von Holden als Holden Frontera und in Großbritannien als Vauxhall Frontera bis Anfang 2004 angeboten.

## Frontera A (1991–1998)
Im September 1991 lief die Produktion der ersten Baureihe des Opel Frontera an; Markteinführung war im Februar 1992. Von Anfang an gab es den Frontera als fünftüriges Modell mit 2,4-l-Benzinmotor und den Frontera Sport mit 2,0-l-Benzinmotor als dreitürige Variante. Der 2,3-l-Turbodieselmotor war nur für das fünftürige Modell erhältlich. Wahlweise gab es den Sport mit Hard- oder Softtop mit Cabrio-Flair. Zunächst wurde der Frontera mit Motoren des Opel Omega ausgeliefert. 1993 und 1994 war der Frontera in Europa der meistverkaufte Geländewagen. Die Karosserie ist über zehn (Zweitürer) beziehungsweise zwölf Gummilager (Viertürer) mit dem Leiterrahmen, der sechs Querträger hat, verbunden.
Anfang 1995 gab es die erste Modellpflege für den Frontera. Es wurden die Motoren 2,2i-16V anstelle des 2,4i und ab Mitte 1996 des 2,5TDS anstelle des für ca. ein Jahr angebotenen 2,8TDi und dessen Vorgänger den 2,3TD eingeführt. Außerdem bekam der Frontera eine neue Federung und ein neues Cockpit, unter anderem mit Airbags. Das Reserverad war nun beim Fünftürer direkt an der nach rechts schwenkenden Hecktür angebracht. Beim Sportmodell war es immer an der Hecktür befestigt. Um von hinten Zugang zum Kofferraum zu erhalten, musste zunächst der Reserveradbügel nach rechts geschwenkt werden. Dann konnte die Heckscheibe nach oben geöffnet und die Heckklappe nach unten geklappt werden.
Im Sommer 1998 wurde die Fertigung des Frontera A eingestellt.

### Technische Daten

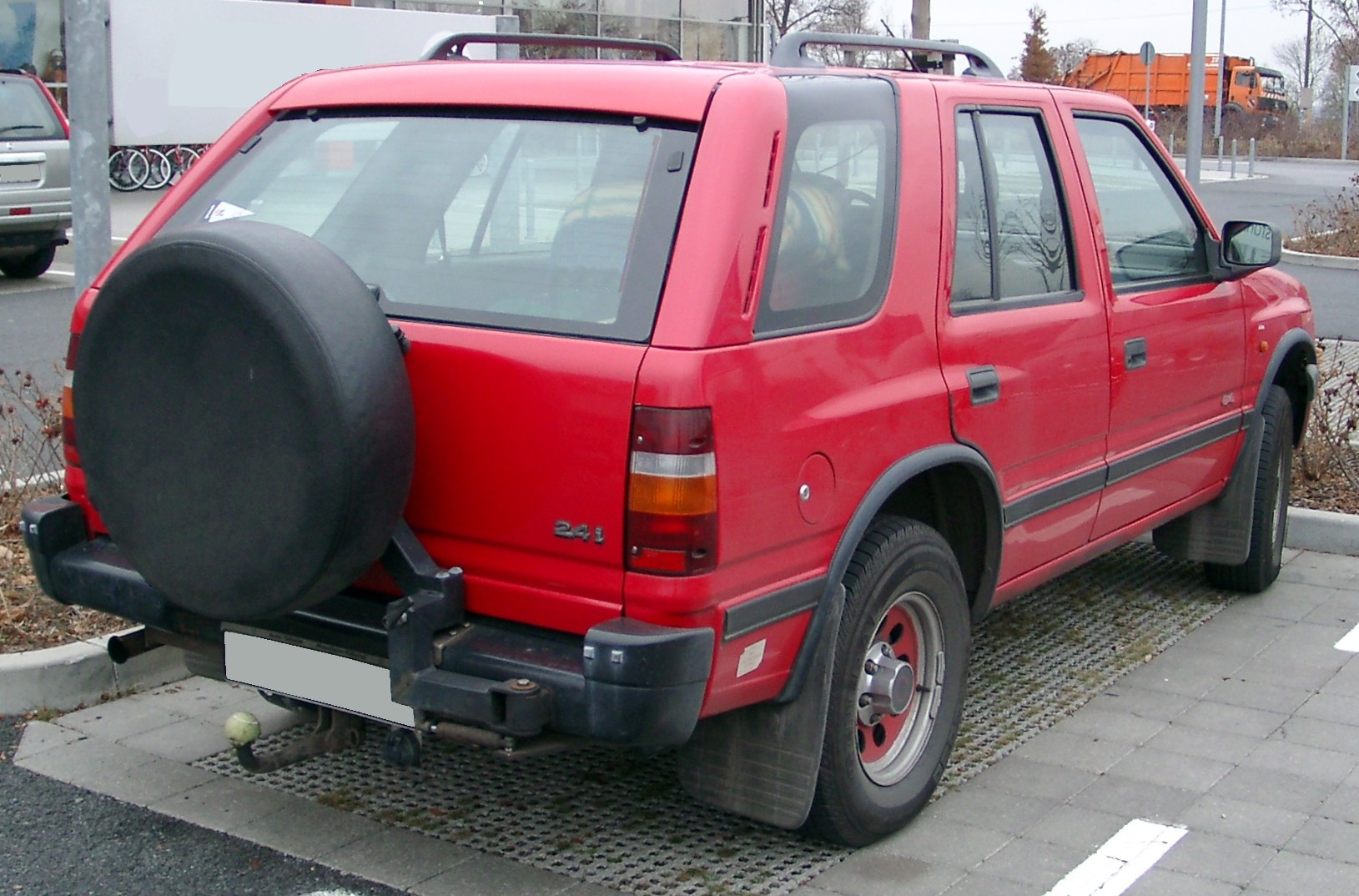
Heckansicht

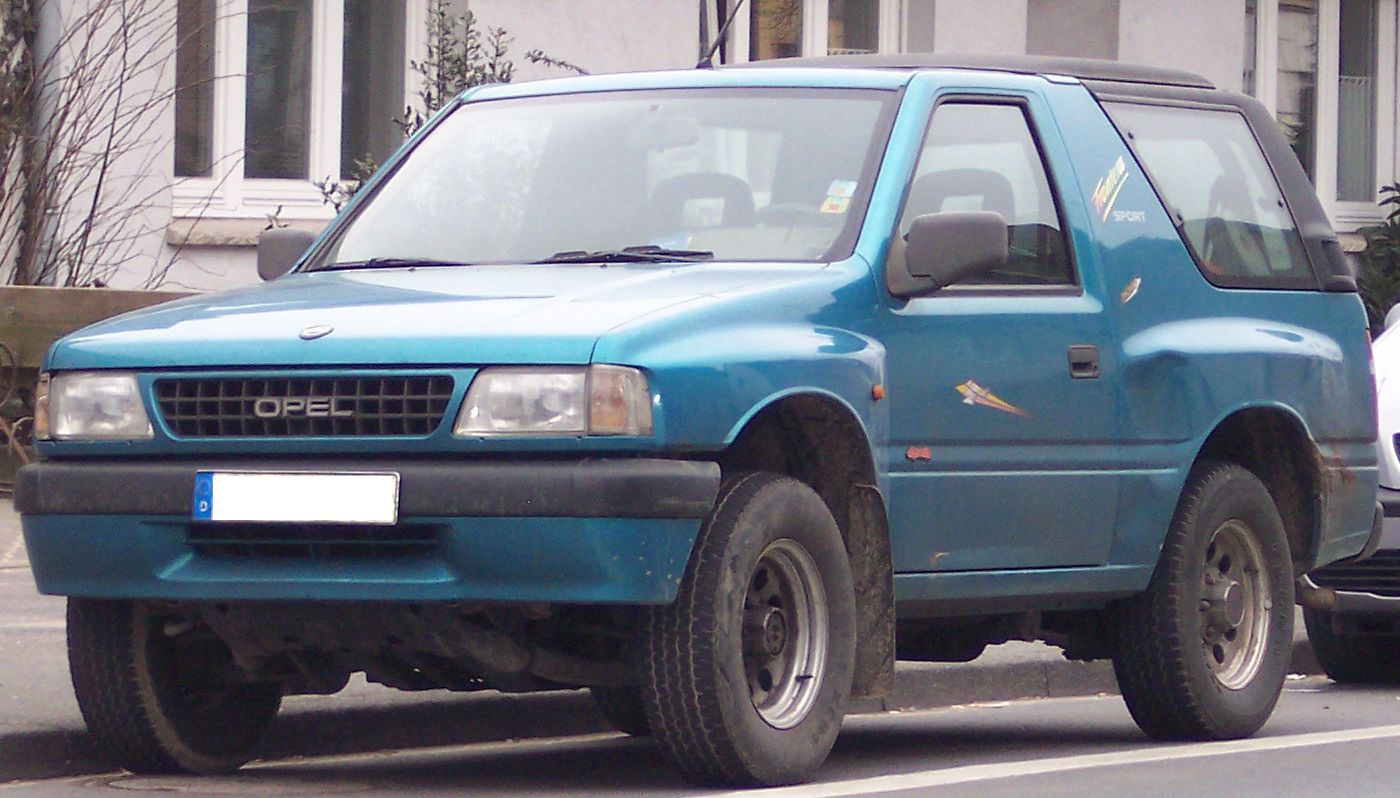
Opel Frontera Sport mit Hardtop

|                                             | 2.0i                                                                                  | 2.0i                                                                                  | 2.2i 16V                                                                              | 2.4i                                                                                  | 2.3TD                                                                                 | 2.5TDS                                                                                | 2.8TDi                                                                                |
| Bauzeitraum                                 | 1991–1995                                                                             | 1995–1998                                                                             | 1995–1998                                                                             | 1991–1995                                                                             | 1991–1995                                                                             | 1996–1998                                                                             | 1995–1996                                                                             |
| Varianten                                   | Dreitürer                                                                             | Dreitürer                                                                             | Fünftürer                                                                             | Fünftürer                                                                             | Fünftürer                                                                             | Dreitürer, Fünftürer                                                                  | Dreitürer, Fünftürer                                                                  |
| Motorkenndaten                              |                                                                                       |                                                                                       |                                                                                       |                                                                                       |                                                                                       |                                                                                       |                                                                                       |
| Motortyp                                    | R4-Ottomotor                                                                          | R4-Ottomotor                                                                          | R4-Ottomotor                                                                          | R4-Ottomotor                                                                          | R4-Dieselmotor                                                                        | R4-Dieselmotor                                                                        | R4-Dieselmotor                                                                        |
| Anzahl Ventile pro Zylinder                 | 2                                                                                     | 2                                                                                     | 4                                                                                     | 2                                                                                     | 2                                                                                     | 2                                                                                     | 2                                                                                     |
| Ventilsteuerung                             | OHC, Zahnriemen                                                                       | OHC, Zahnriemen                                                                       | DOHC, Zahnriemen                                                                      | CIH, Kette                                                                            | OHC, ...                                                                              | OHV, Zahnräder                                                                        | OHV, Zahnräder                                                                        |
| Gemischaufbereitung                         | Saugrohreinspritzung                                                                  | Saugrohreinspritzung                                                                  | Saugrohreinspritzung                                                                  | Saugrohreinspritzung                                                                  | Wirbelkammereinspritzung                                                              | Wirbelkammereinspritzung                                                              | Direkteinspritzung                                                                    |
| Motoraufladung                              | —                                                                                     | —                                                                                     | —                                                                                     | —                                                                                     | Turbolader, Ladeluftkühler                                                            | Turbolader, Ladeluftkühler                                                            | Turbolader, Ladeluftkühler                                                            |
| Kühlung                                     | Wasserkühlung                                                                         | Wasserkühlung                                                                         | Wasserkühlung                                                                         | Wasserkühlung                                                                         | Wasserkühlung                                                                         | Wasserkühlung                                                                         | Wasserkühlung                                                                         |
| Motorkennung                                | C20NE                                                                                 | X20SE                                                                                 | X22XE                                                                                 | C24NE                                                                                 | 23DTR                                                                                 | VM41B                                                                                 | 4JB1T                                                                                 |
| Bohrung × Hub                               | 86,0 × 86,0 mm                                                                        | 86,0 × 86,0 mm                                                                        | 86,0 × 94,6 mm                                                                        | 95,0 × 85,0 mm                                                                        | 92,0 × 85,0 mm                                                                        | 92,0 × 94,0 mm                                                                        | 93,0 × 102,0 mm                                                                       |
| Hubraum                                     | 1998 cm³                                                                              | 1998 cm³                                                                              | 2198 cm³                                                                              | 2410 cm³                                                                              | 2260 cm³                                                                              | 2499 cm³                                                                              | 2772 cm³                                                                              |
| Verdichtungsverhältnis                      | 9,2:1                                                                                 | 10,0:1                                                                                | 10,5:1                                                                                | 9,2:1                                                                                 | 23,0:1                                                                                | 20,9:1                                                                                | 17,9:1                                                                                |
| max. Leistung                               | 85 kW (115 PS) bei 5200/min                                                           | 85 kW (115 PS) bei 5200/min                                                           | 100 kW (136 PS) bei 5200/min                                                          | 92 kW (125 PS) bei 4800/min                                                           | 74 kW (100 PS) bei 4200/min                                                           | 85 kW (115 PS) bei 3600/min                                                           | 83 kW (113 PS) bei 3600/min                                                           |
| max. Drehmoment                             | 170 Nm bei 2600/min                                                                   | 172 Nm bei 2800/min                                                                   | 202 Nm bei 2600/min                                                                   | 195 Nm bei 2400–2600/min                                                              | 215 Nm bei 2200/min                                                                   | 260 Nm bei 1800/min                                                                   | 242 Nm bei 2100/min                                                                   |
| Kraftübertragung                            |                                                                                       |                                                                                       |                                                                                       |                                                                                       |                                                                                       |                                                                                       |                                                                                       |
| Antrieb                                     | Hinterradantrieb mit zuschaltbarem Allradantrieb                                      | Hinterradantrieb mit zuschaltbarem Allradantrieb                                      | Hinterradantrieb mit zuschaltbarem Allradantrieb                                      | Hinterradantrieb mit zuschaltbarem Allradantrieb                                      | Hinterradantrieb mit zuschaltbarem Allradantrieb                                      | Hinterradantrieb mit zuschaltbarem Allradantrieb                                      | Hinterradantrieb mit zuschaltbarem Allradantrieb                                      |
| Getriebe                                    | 5-Gang-Schaltgetriebe                                                                 | 5-Gang-Schaltgetriebe                                                                 | 5-Gang-Schaltgetriebe                                                                 | 5-Gang-Schaltgetriebe                                                                 | 5-Gang-Schaltgetriebe                                                                 | 5-Gang-Schaltgetriebe                                                                 | 5-Gang-Schaltgetriebe                                                                 |
| Fahrwerk                                    |                                                                                       |                                                                                       |                                                                                       |                                                                                       |                                                                                       |                                                                                       |                                                                                       |
| Radaufhängung vorn                          | Einzelradaufhängung an Doppelquerlenkern, Federstäbe                                  | Einzelradaufhängung an Doppelquerlenkern, Federstäbe                                  | Einzelradaufhängung an Doppelquerlenkern, Federstäbe                                  | Einzelradaufhängung an Doppelquerlenkern, Federstäbe                                  | Einzelradaufhängung an Doppelquerlenkern, Federstäbe                                  | Einzelradaufhängung an Doppelquerlenkern, Federstäbe                                  | Einzelradaufhängung an Doppelquerlenkern, Federstäbe                                  |
| Radaufhängung hinten                        | Starrachse, Blattfedern, ab Mitte 1995 Schraubenfedern                                | Starrachse, Blattfedern, ab Mitte 1995 Schraubenfedern                                | Starrachse, Blattfedern, ab Mitte 1995 Schraubenfedern                                | Starrachse, Blattfedern, ab Mitte 1995 Schraubenfedern                                | Starrachse, Blattfedern, ab Mitte 1995 Schraubenfedern                                | Starrachse, Blattfedern, ab Mitte 1995 Schraubenfedern                                | Starrachse, Blattfedern, ab Mitte 1995 Schraubenfedern                                |
| Bremsen                                     | Scheibenbremsen vorne, Ø 257 mm, Trommelbremsen, ab Mitte 1995 Scheibenbremsen hinten | Scheibenbremsen vorne, Ø 257 mm, Trommelbremsen, ab Mitte 1995 Scheibenbremsen hinten | Scheibenbremsen vorne, Ø 257 mm, Trommelbremsen, ab Mitte 1995 Scheibenbremsen hinten | Scheibenbremsen vorne, Ø 257 mm, Trommelbremsen, ab Mitte 1995 Scheibenbremsen hinten | Scheibenbremsen vorne, Ø 257 mm, Trommelbremsen, ab Mitte 1995 Scheibenbremsen hinten | Scheibenbremsen vorne, Ø 257 mm, Trommelbremsen, ab Mitte 1995 Scheibenbremsen hinten | Scheibenbremsen vorne, Ø 257 mm, Trommelbremsen, ab Mitte 1995 Scheibenbremsen hinten |
| Karosserie und Abmessungen                  |                                                                                       |                                                                                       |                                                                                       |                                                                                       |                                                                                       |                                                                                       |                                                                                       |
| Karosserie                                  | Stahlblech, auf Stahlblech-Kastenrahmen                                               | Stahlblech, auf Stahlblech-Kastenrahmen                                               | Stahlblech, auf Stahlblech-Kastenrahmen                                               | Stahlblech, auf Stahlblech-Kastenrahmen                                               | Stahlblech, auf Stahlblech-Kastenrahmen                                               | Stahlblech, auf Stahlblech-Kastenrahmen                                               | Stahlblech, auf Stahlblech-Kastenrahmen                                               |
| Länge                                       | Dreitürer: 4192 mm / Fünftürer: 4692 mm                                               | Dreitürer: 4192 mm / Fünftürer: 4692 mm                                               | Dreitürer: 4192 mm / Fünftürer: 4692 mm                                               | Dreitürer: 4192 mm / Fünftürer: 4692 mm                                               | Dreitürer: 4192 mm / Fünftürer: 4692 mm                                               | Dreitürer: 4192 mm / Fünftürer: 4692 mm                                               | Dreitürer: 4192 mm / Fünftürer: 4692 mm                                               |
| Breite                                      | Dreitürer: 1780 mm / Fünftürer: 1764 mm                                               | Dreitürer: 1780 mm / Fünftürer: 1764 mm                                               | Dreitürer: 1780 mm / Fünftürer: 1764 mm                                               | Dreitürer: 1780 mm / Fünftürer: 1764 mm                                               | Dreitürer: 1780 mm / Fünftürer: 1764 mm                                               | Dreitürer: 1780 mm / Fünftürer: 1764 mm                                               | Dreitürer: 1780 mm / Fünftürer: 1764 mm                                               |
| Höhe (unbeladen)                            | Dreitürer: 1692 mm (mit Faltverdeck) oder 1721 mm (mit Hardtop) / Fünftürer: 1753 mm  | Dreitürer: 1692 mm (mit Faltverdeck) oder 1721 mm (mit Hardtop) / Fünftürer: 1753 mm  | Dreitürer: 1692 mm (mit Faltverdeck) oder 1721 mm (mit Hardtop) / Fünftürer: 1753 mm  | Dreitürer: 1692 mm (mit Faltverdeck) oder 1721 mm (mit Hardtop) / Fünftürer: 1753 mm  | Dreitürer: 1692 mm (mit Faltverdeck) oder 1721 mm (mit Hardtop) / Fünftürer: 1753 mm  | Dreitürer: 1692 mm (mit Faltverdeck) oder 1721 mm (mit Hardtop) / Fünftürer: 1753 mm  | Dreitürer: 1692 mm (mit Faltverdeck) oder 1721 mm (mit Hardtop) / Fünftürer: 1753 mm  |
| Radstand                                    | Dreitürer: 2330 mm / Fünftürer: 2760 mm                                               | Dreitürer: 2330 mm / Fünftürer: 2760 mm                                               | Dreitürer: 2330 mm / Fünftürer: 2760 mm                                               | Dreitürer: 2330 mm / Fünftürer: 2760 mm                                               | Dreitürer: 2330 mm / Fünftürer: 2760 mm                                               | Dreitürer: 2330 mm / Fünftürer: 2760 mm                                               | Dreitürer: 2330 mm / Fünftürer: 2760 mm                                               |
| Spurweite vorn                              | 1455 mm                                                                               | 1455 mm                                                                               | 1455 mm                                                                               | 1455 mm                                                                               | 1455 mm                                                                               | 1455 mm                                                                               | 1455 mm                                                                               |
| Spurweite hinten                            | 1460 mm                                                                               | 1460 mm                                                                               | 1460 mm                                                                               | 1460 mm                                                                               | 1460 mm                                                                               | 1460 mm                                                                               | 1460 mm                                                                               |
| Bodenfreiheit                               | Dreitürer: 199 mm (mit Faltverdeck) oder 200 mm (mit Hardtop) / Fünftürer: 197 mm     | Dreitürer: 199 mm (mit Faltverdeck) oder 200 mm (mit Hardtop) / Fünftürer: 197 mm     | Dreitürer: 199 mm (mit Faltverdeck) oder 200 mm (mit Hardtop) / Fünftürer: 197 mm     | Dreitürer: 199 mm (mit Faltverdeck) oder 200 mm (mit Hardtop) / Fünftürer: 197 mm     | Dreitürer: 199 mm (mit Faltverdeck) oder 200 mm (mit Hardtop) / Fünftürer: 197 mm     | Dreitürer: 199 mm (mit Faltverdeck) oder 200 mm (mit Hardtop) / Fünftürer: 197 mm     | Dreitürer: 199 mm (mit Faltverdeck) oder 200 mm (mit Hardtop) / Fünftürer: 197 mm     |
| Messwerte                                   |                                                                                       |                                                                                       |                                                                                       |                                                                                       |                                                                                       |                                                                                       |                                                                                       |
| Höchstgeschwindigkeit                       | 157 km/h                                                                              | 158 km/h                                                                              | 161 km/h                                                                              | 153 km/h                                                                              | 147 km/h                                                                              | 151 km/h (Dreitürer) 150 km/h (Fünftürer)                                             | 149 km/h                                                                              |
| Beschleunigung, 0–100 km/h                  | 17,9 s                                                                                | 15,6 s                                                                                | 13,6 s                                                                                | 18,6 s                                                                                | 19,3 s                                                                                | 16,8 s                                                                                | 16,8 s                                                                                |
| Kraftstoffverbrauch auf 100 km (kombiniert) | 12,1 l S                                                                              | 11,8 l S                                                                              | 11,4 l S                                                                              | 13,3 l S                                                                              | 10,3 l D                                                                              | 10,2 l D                                                                              | 9,4 l D                                                                               |
| CO2-Emission (kombiniert)                   | 259 g/km                                                                              | 279 g/km                                                                              | 270 g/km                                                                              | 269 g/km                                                                              | 236 g/km                                                                              | 270 g/km                                                                              | 249 g/km                                                                              |
| Abgasnorm                                   | Euro 1                                                                                | Euro 2                                                                                | Euro 2                                                                                | Euro 1                                                                                | Euro 1                                                                                | Euro 2                                                                                | Euro 2                                                                                |

## Frontera B (1998–2004)
Im September 1998 wurde der Frontera B vorgestellt. Das Fahrzeug war, wie sein Vorgänger (Frontera A), als Dreitürer mit kurzem Radstand (Sport) und als Fünftürer mit langem Radstand erhältlich. Der Frontera B (Fünftürer) wurde etwas kürzer, dafür etwas breiter; die Karosserie wurde bezüglich der Sicherheit, Aerodynamik und Windgeräuschen verbessert. Der Frontera B hatte nun einen 2,2-l-16V-Ottomotor als Standardmotorisierung. Gegen Aufpreis wurden ein 2,2-l-DTI-16V und ein von Isuzu gelieferter 3,2-l-V6 angeboten. 
Im Sommer 2001 gab es ein Facelift mit einem anderen Kühlergrill und Klarglasscheinwerfern.
Der Verkauf des Frontera in Deutschland wurde Ende 2003 eingestellt. Anfang 2004 endete auch die Produktion in Großbritannien. Sein Nachfolger ist der Opel Antara. 

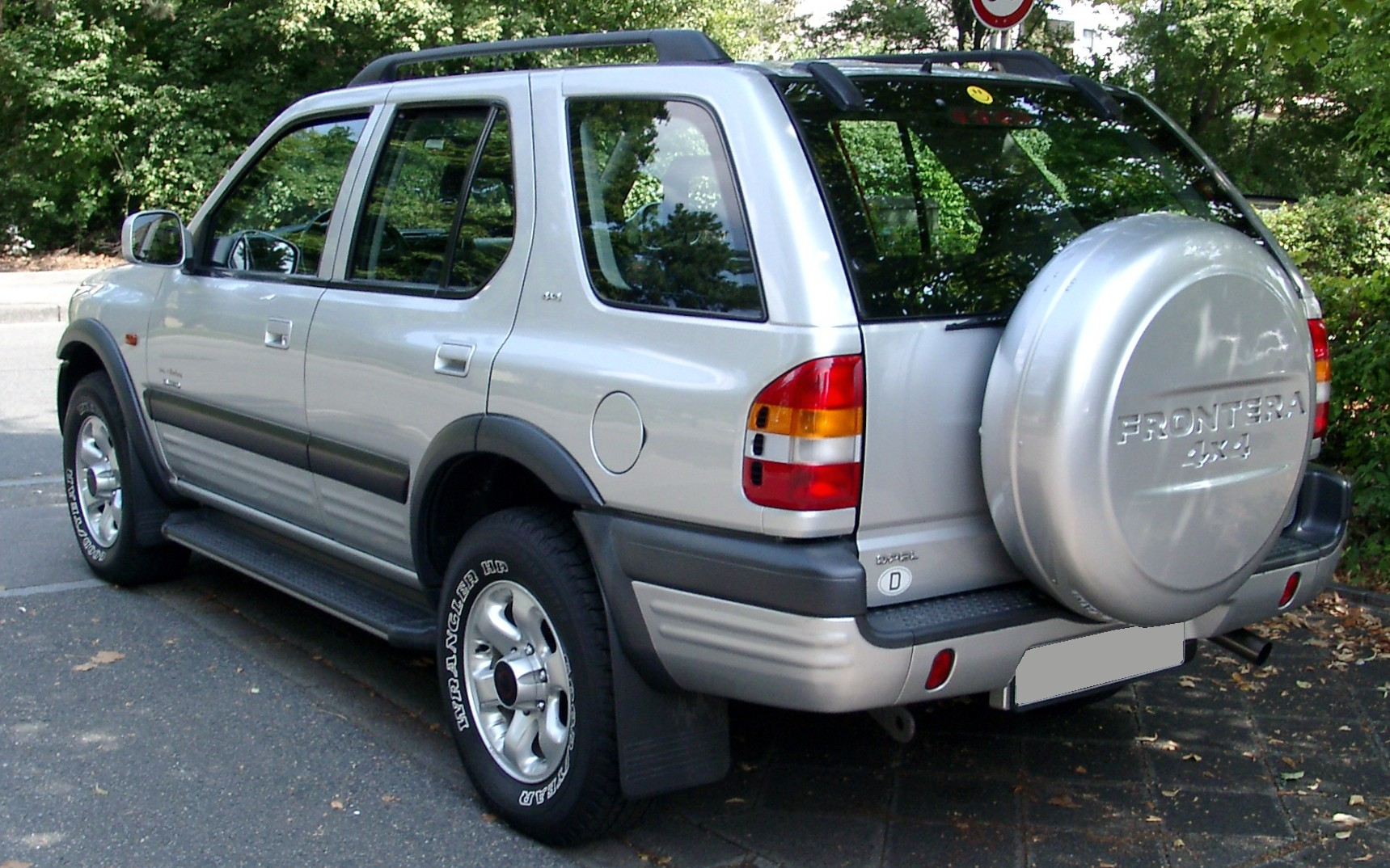
Heckansicht

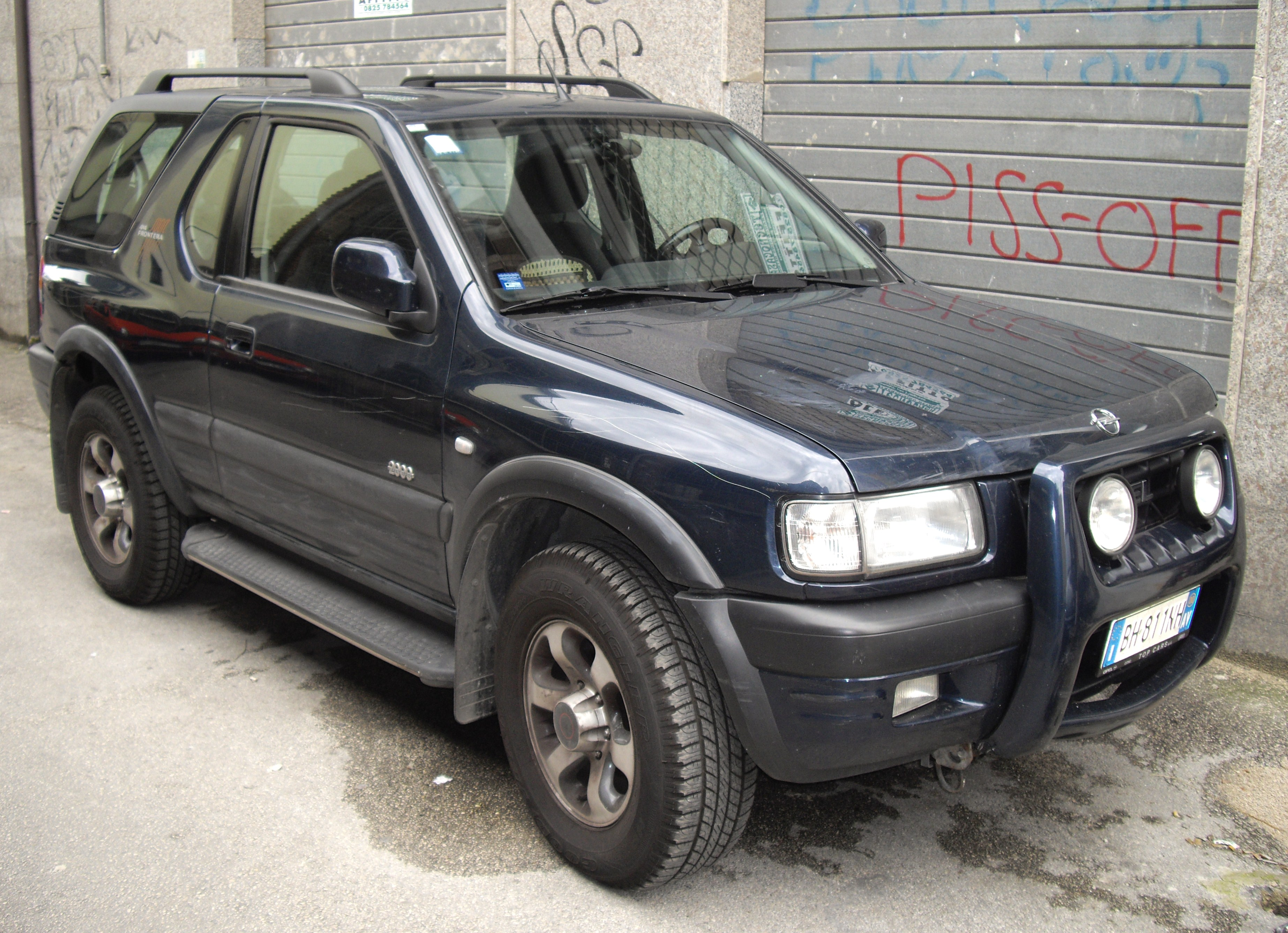
Dreitürer

| Sterne im Euro-NCAP-Crashtest (2002) |

### Technische Daten
|                                             | 2.2 16V                                                                                  | 2.2 16V                                                                                  | 3.2 V6                                                                                   | 2.2 DTI 16V                                                                              | 2.2 DTI 16V                                                                              | 2.2 DTI 16V                                                                              |
| Bauzeitraum                                 | 1998–2000                                                                                | 2000–2004                                                                                | 1998–2004                                                                                | 1998–2000                                                                                | 2000–2002                                                                                | 2002–2004                                                                                |
| Varianten                                   | Dreitürer, Fünftürer                                                                     | Dreitürer, Fünftürer                                                                     | Fünftürer                                                                                | Dreitürer, Fünftürer                                                                     | Dreitürer, Fünftürer                                                                     | Dreitürer, Fünftürer                                                                     |
| Motorkenndaten                              |                                                                                          |                                                                                          |                                                                                          |                                                                                          |                                                                                          |                                                                                          |
| Motortyp                                    | R4-Ottomotor mit Ausgleichswellen                                                        | R4-Ottomotor mit Ausgleichswellen                                                        | V6-Ottomotor                                                                             | R4-Dieselmotor                                                                           | R4-Dieselmotor                                                                           | R4-Dieselmotor                                                                           |
| Anzahl Ventile pro Zylinder                 | 4                                                                                        | 4                                                                                        | 4                                                                                        | 4                                                                                        | 4                                                                                        | 4                                                                                        |
| Ventilsteuerung                             | DOHC, Zahnriemen                                                                         | DOHC, Zahnriemen                                                                         | DOHC, Zahnriemen                                                                         | OHC, Kette                                                                               | OHC, Kette                                                                               | OHC, Kette                                                                               |
| Gemischaufbereitung                         | Saugrohreinspritzung                                                                     | Saugrohreinspritzung                                                                     | Saugrohreinspritzung                                                                     | Direkteinspritzung                                                                       | Direkteinspritzung                                                                       | Direkteinspritzung                                                                       |
| Motoraufladung                              | —                                                                                        | —                                                                                        | —                                                                                        | Turbolader, Ladeluftkühler                                                               | Turbolader, Ladeluftkühler                                                               | Turbolader, Ladeluftkühler                                                               |
| Kühlung                                     | Wasserkühlung                                                                            | Wasserkühlung                                                                            | Wasserkühlung                                                                            | Wasserkühlung                                                                            | Wasserkühlung                                                                            | Wasserkühlung                                                                            |
| Motorkennung                                | X22SE                                                                                    | Y22SE                                                                                    | 6VD1-W                                                                                   | X22DTH                                                                                   | Y22DTH                                                                                   | Y22DTH                                                                                   |
| Bohrung × Hub                               | 86,0 × 94,6 mm                                                                           | 86,0 × 94,6 mm                                                                           | 93,4 × 77,0 mm                                                                           | 84,0 × 98,0 mm                                                                           | 84,0 × 98,0 mm                                                                           | 84,0 × 98,0 mm                                                                           |
| Hubraum                                     | 2198 cm³                                                                                 | 2198 cm³                                                                                 | 3165 cm³                                                                                 | 2171 cm³                                                                                 | 2171 cm³                                                                                 | 2171 cm³                                                                                 |
| Verdichtungsverhältnis                      | 9,6:1                                                                                    | 9,6:1                                                                                    | 9,4:1                                                                                    | 18,5:1                                                                                   | 18,5:1                                                                                   | 18,5:1                                                                                   |
| max. Leistung                               | 100 kW (136 PS) bei 5200/min                                                             | 100 kW (136 PS) bei 5200/min                                                             | 151 kW (205 PS) bei 5400/min                                                             | 85 kW (115 PS) bei 3800/min                                                              | 85 kW (115 PS) bei 3800/min                                                              | 88 kW (120 PS) bei 3800/min                                                              |
| max. Drehmoment                             | 202 Nm bei 2500/min                                                                      | 202 Nm bei 2500/min                                                                      | 290 Nm bei 3000/min                                                                      | 260 Nm bei 1900/min                                                                      | 260 Nm bei 1900/min                                                                      | 280 Nm bei 1900/min                                                                      |
| Kraftübertragung                            |                                                                                          |                                                                                          |                                                                                          |                                                                                          |                                                                                          |                                                                                          |
| Antrieb                                     | Hinterradantrieb mit zuschaltbarem Allradantrieb                                         | Hinterradantrieb mit zuschaltbarem Allradantrieb                                         | Hinterradantrieb mit zuschaltbarem Allradantrieb                                         | Hinterradantrieb mit zuschaltbarem Allradantrieb                                         | Hinterradantrieb mit zuschaltbarem Allradantrieb                                         | Hinterradantrieb mit zuschaltbarem Allradantrieb                                         |
| Getriebe, serienmäßig                       | 5-Gang-Schaltgetriebe                                                                    | 5-Gang-Schaltgetriebe                                                                    | 5-Gang-Schaltgetriebe                                                                    | 5-Gang-Schaltgetriebe                                                                    | 5-Gang-Schaltgetriebe                                                                    | 5-Gang-Schaltgetriebe                                                                    |
| Getriebe, optional                          | —                                                                                        | —                                                                                        | 4-Stufen-Automatikgetriebe                                                               | 4-Stufen-Automatikgetriebe                                                               | 4-Stufen-Automatikgetriebe                                                               | —                                                                                        |
| Fahrwerk                                    |                                                                                          |                                                                                          |                                                                                          |                                                                                          |                                                                                          |                                                                                          |
| Radaufhängung vorn                          | Einzelradaufhängung an Doppelquerlenkern, Federstäbe                                     | Einzelradaufhängung an Doppelquerlenkern, Federstäbe                                     | Einzelradaufhängung an Doppelquerlenkern, Federstäbe                                     | Einzelradaufhängung an Doppelquerlenkern, Federstäbe                                     | Einzelradaufhängung an Doppelquerlenkern, Federstäbe                                     | Einzelradaufhängung an Doppelquerlenkern, Federstäbe                                     |
| Radaufhängung hinten                        | Starrachse, Schraubenfedern                                                              | Starrachse, Schraubenfedern                                                              | Starrachse, Schraubenfedern                                                              | Starrachse, Schraubenfedern                                                              | Starrachse, Schraubenfedern                                                              | Starrachse, Schraubenfedern                                                              |
| Bremsen                                     | Scheibenbremsen vorne, Ø 257 mm, Scheibenbremse hinten (zusätzliche Trommel-Handbremse)  | Scheibenbremsen vorne, Ø 257 mm, Scheibenbremse hinten (zusätzliche Trommel-Handbremse)  | Scheibenbremsen vorne, Ø 257 mm, Scheibenbremse hinten (zusätzliche Trommel-Handbremse)  | Scheibenbremsen vorne, Ø 257 mm, Scheibenbremse hinten (zusätzliche Trommel-Handbremse)  | Scheibenbremsen vorne, Ø 257 mm, Scheibenbremse hinten (zusätzliche Trommel-Handbremse)  | Scheibenbremsen vorne, Ø 257 mm, Scheibenbremse hinten (zusätzliche Trommel-Handbremse)  |
| Karosserie und Abmessungen                  |                                                                                          |                                                                                          |                                                                                          |                                                                                          |                                                                                          |                                                                                          |
| Karosserie                                  | Stahlblech, auf Stahlblech-Kastenrahmen                                                  | Stahlblech, auf Stahlblech-Kastenrahmen                                                  | Stahlblech, auf Stahlblech-Kastenrahmen                                                  | Stahlblech, auf Stahlblech-Kastenrahmen                                                  | Stahlblech, auf Stahlblech-Kastenrahmen                                                  | Stahlblech, auf Stahlblech-Kastenrahmen                                                  |
| Länge                                       | Dreitürer: 4268 mm (Basis) / 4407 mm (RS) Fünftürer: 4658 mm (Basis) / 4702 mm (Limited) | Dreitürer: 4268 mm (Basis) / 4407 mm (RS) Fünftürer: 4658 mm (Basis) / 4702 mm (Limited) | Dreitürer: 4268 mm (Basis) / 4407 mm (RS) Fünftürer: 4658 mm (Basis) / 4702 mm (Limited) | Dreitürer: 4268 mm (Basis) / 4407 mm (RS) Fünftürer: 4658 mm (Basis) / 4702 mm (Limited) | Dreitürer: 4268 mm (Basis) / 4407 mm (RS) Fünftürer: 4658 mm (Basis) / 4702 mm (Limited) | Dreitürer: 4268 mm (Basis) / 4407 mm (RS) Fünftürer: 4658 mm (Basis) / 4702 mm (Limited) |
| Breite                                      | 1787 mm (Basis) / 1814 mm (RS/Limited)                                                   | 1787 mm (Basis) / 1814 mm (RS/Limited)                                                   | 1787 mm (Basis) / 1814 mm (RS/Limited)                                                   | 1787 mm (Basis) / 1814 mm (RS/Limited)                                                   | 1787 mm (Basis) / 1814 mm (RS/Limited)                                                   | 1787 mm (Basis) / 1814 mm (RS/Limited)                                                   |
| Höhe (unbeladen)                            | Dreitürer: 1692 mm (Basis) / 1755 mm (RS) Fünftürer: 1740 mm (Basis) / 1748 mm (Limited) | Dreitürer: 1692 mm (Basis) / 1755 mm (RS) Fünftürer: 1740 mm (Basis) / 1748 mm (Limited) | Dreitürer: 1692 mm (Basis) / 1755 mm (RS) Fünftürer: 1740 mm (Basis) / 1748 mm (Limited) | Dreitürer: 1692 mm (Basis) / 1755 mm (RS) Fünftürer: 1740 mm (Basis) / 1748 mm (Limited) | Dreitürer: 1692 mm (Basis) / 1755 mm (RS) Fünftürer: 1740 mm (Basis) / 1748 mm (Limited) | Dreitürer: 1692 mm (Basis) / 1755 mm (RS) Fünftürer: 1740 mm (Basis) / 1748 mm (Limited) |
| Radstand                                    | Dreitürer: 2462 mm / Fünftürer: 2702 mm                                                  | Dreitürer: 2462 mm / Fünftürer: 2702 mm                                                  | Dreitürer: 2462 mm / Fünftürer: 2702 mm                                                  | Dreitürer: 2462 mm / Fünftürer: 2702 mm                                                  | Dreitürer: 2462 mm / Fünftürer: 2702 mm                                                  | Dreitürer: 2462 mm / Fünftürer: 2702 mm                                                  |
| Spurweite vorn                              | 1515 mm                                                                                  | 1515 mm                                                                                  | 1515 mm                                                                                  | 1515 mm                                                                                  | 1515 mm                                                                                  | 1515 mm                                                                                  |
| Spurweite hinten                            | 1520 mm                                                                                  | 1520 mm                                                                                  | 1520 mm                                                                                  | 1520 mm                                                                                  | 1520 mm                                                                                  | 1520 mm                                                                                  |
| Bodenfreiheit                               | 208 mm (Basis) / 216 mm (RS/Limited)                                                     | 208 mm (Basis) / 216 mm (RS/Limited)                                                     | 208 mm (Basis) / 216 mm (RS/Limited)                                                     | 208 mm (Basis) / 216 mm (RS/Limited)                                                     | 208 mm (Basis) / 216 mm (RS/Limited)                                                     | 208 mm (Basis) / 216 mm (RS/Limited)                                                     |
| Messwerte                                   |                                                                                          |                                                                                          |                                                                                          |                                                                                          |                                                                                          |                                                                                          |
| Höchstgeschwindigkeit                       | 161 km/h                                                                                 | 161 km/h                                                                                 | 192 km/h mit Automatik: 188 km/h                                                         | 154 km/h mit Automatik: 157 km/h                                                         | 154 km/h mit Automatik: 157 km/h                                                         | 158 km/h                                                                                 |
| Beschleunigung, 0–100 km/h                  | 14,0 s                                                                                   | 14,0 s                                                                                   | 9,7 s mit Automatik: 10,0 s                                                              | 13,9 s mit Automatik: 15,0 s                                                             | 13,9 s mit Automatik: 15,0 s                                                             | 14,5 s                                                                                   |
| Kraftstoffverbrauch auf 100 km (kombiniert) | 11,4 l S                                                                                 | 11,4 l S                                                                                 | 12,6 l S mit Automatik: 13,6 l S                                                         | 9,2 l D mit Automatik: 9,8 l D                                                           | 9,2 l D mit Automatik: 9,8 l D                                                           | 8,3 l D                                                                                  |
| CO2-Emission (kombiniert)                   | 273 g/km                                                                                 | 273 g/km                                                                                 | 303 g/km mit Automatik: 326 g/km                                                         | 247 g/km mit Automatik: 263 g/km                                                         | 247 g/km mit Automatik: 263 g/km                                                         | 224 g/km                                                                                 |
| Abgasnorm                                   | Euro 2                                                                                   | Euro 3                                                                                   | Euro 2 ab 2000: Euro 3                                                                   | Euro 2                                                                                   | Euro 3                                                                                   | Euro 3                                                                                   |

## Nachbauten von Frontera A
Der von 2005 bis 2016 in China hergestellte Jiangling Landwind, welcher durch sein kritisches Verhalten bei einem ADAC-Crashtest auffiel, wurde auch (inoffiziell) nach Europa importiert und war in Belgien und den Niederlanden für etwa 15.000 EUR erhältlich.